# Pink Elephant
Pink Elephant is een Nederlandse IT-onderneming die rond 1980 is ontstaan als bijverdienste van een drietal studenten aan de Technische Universiteit Delft. In de avonden en weekenden beheerden zij de grote mainframe computers van onder andere IBM, Dow Chemical en ministeries. Twee van hen, Michiel Westerman en Willem Middelburg, gingen na afloop van hun studie verder met de onderneming. Menig student trad eerst parttime (en later fulltime) in dienst bij het bedrijf dat bekend werd als beheerder van IT-infrastructuren en IT-trainingen, waaronder IT-beheermethodiek ITIL en projectmanagementaanpak PRINCE2.

## Overname door PinkRoccade
10 jaar na de oprichting (begin jaren negentig) was de onderneming uitgegroeid tot 1.000 medewerkers en werd overgenomen door het voormalige RijksComputerCentrum dat onder de naam RCC-Groep (later PinkRoccade) voortaan als zelfstandige onderneming opereerde in de Nederlandse IT-markt. Het management van Pink Elephant speelde de volgende 10 jaar een belangrijke rol binnen PinkRoccade. Naast Willem Middelburg waren dat onder andere Claudia Zuiderwijk, Quinten Bauer en Martin van Kesteren. Na 2000 verdwenen zij geleidelijk van het toneel. De buitenlandse vestigingen van Pink Elephant in Engeland en Canada werden verzelfstandigd en binnen Getronics (dat PinkRoccade overnam in 2004) verdween de naam Pink Elephant van de Nederlandse markt. Naast de genoemde verzelfstandigde vestigingen zijn onder de merknaam ook in onder meer de V.S., Zuid-Afrika, Australië en Nieuw-Zeeland, Azië en Zuid-Amerika nog altijd zelfstandige vestigingen actief.

## Hernieuwd in de markt
Na de overname van Getronics door KPN in 2007 verwierf Willem Middelburg in 2008 via de Canadese onderneming de Nederlandse rechten op de naam Pink Elephant, en ging opnieuw aan de slag met het merk dat in de jaren tachtig en negentig zo succesvol was. Het bedrijf richt zich, met opleidingen en adviesdiensten, op het realiseren en waarborgen van businesswaarde en het beperken van bedrijfsrisico’s door de toepassing en beheer van IT.

## Overname door Nobel
In 2011 nam Nobel het Nederlandse Pink Elephant over en werden de bedrijfsactiviteiten steeds verder geïntegreerd. Nobel kreeg hiermee toegang tot het wereldwijde netwerk van Pink Elephant professionals en de diensten van Pink Elephant werden een centraal onderdeel van het Nobel-portfolio. De bedrijven bleven echter onder hun eigen bedrijfsnamen opereren.

## Verder als Pink Elephant
In 2014 werd besloten om Nobel en Pink Elephant samen verder te laten gaan als Pink Elephant. Begin 2018 werd het bedrijfsonderdeel dat zich op Exact-gerelateerde dienstverlening richt verkocht aan de Franse Vinci-groep en is verder gegaan onder de naam Axians. Pink Elephant richt zich momenteel op Outsourcing, Professional Services, Education en Business Intelligence. Het bedrijf heeft vestigingen in Naarden en 's-Hertogenbosch.